# Гурий (Лужецкий)

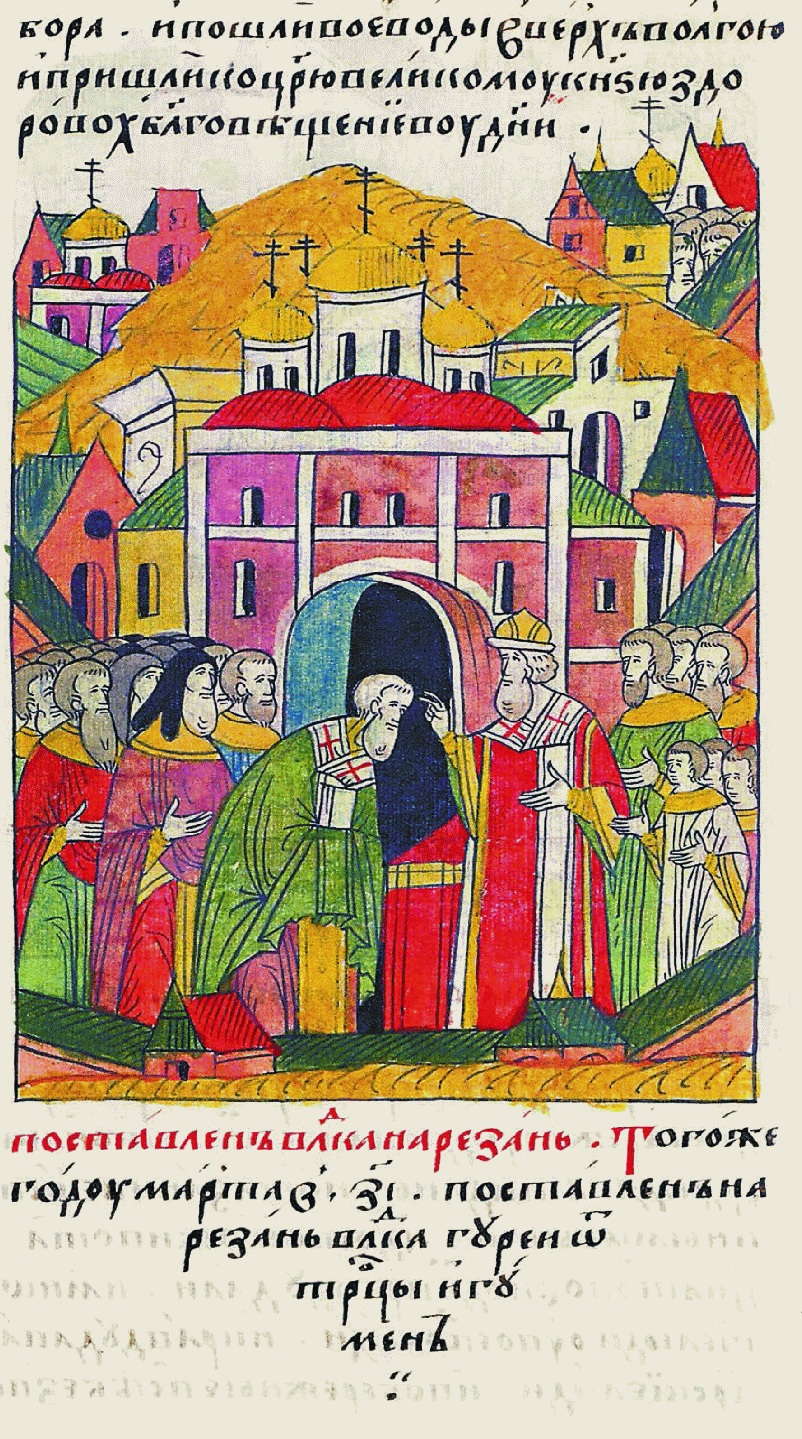
Лицевой летописный свод: «Поставлен владыка на Рязань. В том же году в марте в 17 день поставлен на Рязань владыка Гурий, игумен Троицкий»

Епископ Гурий (в миру Григорий Лужецкий; ум. в апреле-мае 1562) — епископ Русской православной церкви, епископ Рязанский и Муромский.

## Биография
Принял постриг в Ферапонтовом Лужецком (Лужском) монастыре, возможно от Макария (впоследствии митрополита Московского), являвшегося настоятелем обители в 1523—1526 годы.
В 1544 году Гурий стал архимандритом Лужецкого монастыря. Во время настоятельства архимандрита Гурия в Лужецком монастыре в Можайск неоднократно приезжал на богомолье и для охоты великий князь Иоанн IV Васильевич.
С января 1552 года Гурий упоминается как игумен Троице-Сергиева монастыря, на этом посту он сменил оставившего игуменство Артемия, принадлежавшего к нестяжателям. В 1553 году Гурий добился для монастыря права   взимать пошлину при продаже лошадей ногайскими татарами в Казани, где у обители появился собственный двор.
17 марта 1554 года хиротонисан во епископа Рязанского и Муромского.
24 января 1555 года Гурий освятил в Муроме построенный менее чем за 2 года каменный Благовещенский храм, в котором установили раку с мощами прославленных в 1547 году благоверных муромских князей Константина и чад его Михаила и Феодора.
В том же году участвовал в хиротонии первого епископа Казанского Гурия (Руготина).
15 мая 1559 года присутствовал при закладке в Троице-Сергиевом монастыре храма в честь Сошествия Св. Духа на апостолов.
6 января 1561 года участвовал в Соборе, на котором за настоятелями Троице-Сергиева монастыря (после установления в нём архимандритии) было закреплено первенство перед настоятелями других монастырей.
В апреле 1562 года епископ Гурий поручился перед царём за одного из руководителей Боярской думы, родственника царя князя Ивана Бельского, и присутствовал при составлении поручной грамоты.
Скончался в апреле-мае 1562 года. Погребён в Архангельском соборе Рязанского кремля.
На начало XXI века честные останки епископа находились в Рязанском Троицком монастыре.